# لورنس وانگ
لورِنس وانگ شیون چای (به انگلیسی: Lawrence Wong; چینی: 黄循财; پین‌یین: Huáng Xúncái; متولد ۱۸ دسامبر ۱۹۷۲) سیاستمدار و اقتصاددان سنگاپوری است که از ۱۵ مه ۲۰۲۴ به عنوان نخست‌وزیر سنگاپور مشغول به کار است. او پیشتر از سال ۲۰۲۲ تا ۲۰۲۴ به عنوان قائم‌مقام نخست‌وزیر سنگاپور و قائم‌مقام دبیرکل حزب کنش مردم فعالیت کرده است. علاوه بر این او به عنوان نخست‌وزیر آینده سنگاپور تعیین شده است. او همچنین از سال ۲۰۲۱ وزیر مالیه و رئیس هیئت مدیره اقتدار پولی سنگاپور بوده است.